# Ancharakandy
Ancharakandy  es una ciudad censal situada en el distrito de Kannur en el estado de Kerala (India). Su población es de 23030 habitantes (2011). Se encuentra a 10 km de Kannur y a 204 km de Thrissur.

## Demografía
Según el censo de 2011 la población de Ancharakandy era de 23030 habitantes, de los cuales 10646 eran hombres y 12384 eran mujeres. Ancharakandy tiene una tasa media de alfabetización del 97,34%, superior a la media estatal del 94%: la alfabetización masculina es del 98,54%, y la alfabetización femenina del 96,33%.